# Fuertes
Fuertes är en boliviansk verklighetsbaserad dramafilm från 2019 i regi av Oscar Salazar Crespo och Franco Traverso. Filmen utspelar sig kring verkliga historiska händelser i början av 30-talet under Chacokriget mellan Bolivia och Paraguay.

## Handling
Fotbollsklubben The Strongest bestämmer sig för att stödja landet som stridande styrka under Chacokriget. Mellan den 10 och 25 maj 1934, vid La Batalla de Cañada Strongest (slaget vid Strongest-ravinen) segrar den stridande fotbollsklubben över paraguayanska soldater.

## Rollista
- Christian Martinez som Mariano Velasco
- Claudia Arce som Matilde
- Christian Vázquez som Eduardo Reyes Ortiz
- Fernande Arze Echalar som José Rosendo Bullaín
- Reynaldo Pacheco som Nimbles